# Fernando Ordóñez (piłkarz)
Fernando Imanol Ordóñez Delgado (ur. 2 czerwca 2001 w Monterrey) – meksykański piłkarz występujący na pozycji lewego obrońcy, od 2023 roku zawodnik Tigres UANL.